# Casa de Ellis Jennings
La Casa Ellis Jennings se encuentra en Neenah, Wisconsin.

## Historia
La casa pertenecía a Ellis Jennings, socio de una empresa maderera local. Fue inscrita en el Registro Estatal y Nacional de Lugares Históricos en 1992.